# Volksmärchen

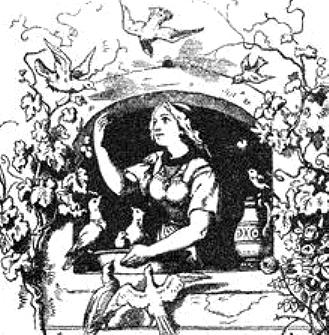
Das Märchen von Aschenputtel – Zeichnung von Adrian Ludwig Richter

Volksmärchen stellen eine traditionelle Form des Märchens dar.
Sie basieren auf mündlich überlieferten Stoffen und haben im Gegensatz zum direkt niedergeschriebenen Kunstmärchen keine feste Textgestalt, die sich auf einen einzelnen Verfasser zurückführen ließe. Bevor sie von Sammlern fixiert und redigiert wurden, existierten sie in unterschiedlichen Erzählversionen.

## Gattungsmerkmale

### Inhaltlich
Merkmale:
- Unbestimmtheit von Orts- („Vor einem großen Walde...“, „Vor eines Königs Palast stand ein prächtiger Birnbaum...“) und Zeitangaben („Es war einmal ...“, „Vorzeiten lebte ein König...“): Anders als bei Sagen oder Legenden ist das Märchen geografisch und historisch explizit nirgendwo verankert. Allerdings weist z. B. Robert Darnton auf viele implizite Bezüge zur historischen Situation zur Zeit der schriftlichen Fixierung der Märchen hin.[1]
- Es erscheinen sprechende Tiere und Pflanzen, die mit dem Helden als Helfer oder Gegner in Kontakt treten.
- Phantasiewesen wie Riesen, Zwerge, Elfen, Nixen, Trolle, Hexen, Zauberer und (gute oder böse) Feen erscheinen, auch Fabeltiere wie Drachen und Einhörner.
- Fantastische Ereignisse finden sich mitten im Alltäglichen: So zum Beispiel ein Stein, der sich in einen Goldklumpen verwandelt, ein Berg, der sich öffnet und einen Schatz freigibt, oder ein Lebkuchenhaus auf einer Waldlichtung.
- Wiederholungsstruktur: zum Beispiel trifft der Held oft auf drei zu lösende Rätsel oder Aufgaben.

Im Mittelpunkt steht ein Held, der sich oft aus seiner anfänglichen Benachteiligung (er ist zum Beispiel ein Stiefkind, der Jüngste, der scheinbar Dümmste usw.) befreit bzw. von Helfern befreit wird, dann zu Glück und Wohlstand gelangt. Die Ausgangssituation ist meist gekennzeichnet durch eine Notlage, eine Aufgabe oder ein Bedürfnis. Eine Aufgabe kann etwa darin liegen, einen kostbaren Gegenstand zu finden, ein Rätsel zu lösen oder einen verwunschenen Menschen zu erlösen. Um die Aufgabe zu bewältigen, muss der Held oft sein Leben aufs Spiel setzen. Neben dem Helden treten auch weitere typische Gestalten auf: der Gegner, der Helfer, der Neider, der Ratgeber und der Gerettete bzw. der zu Rettende. Während des Ablaufs der Geschichte können immer wieder magische oder übernatürliche Elemente auftauchen. Ein glücklicher Ausgang ist jedoch nicht immer gewährleistet.
Charakteristisch für das Märchen ist insbesondere auch der scharfe Gegensatz zwischen Gut und Böse, wobei meist das Gute belohnt und das Böse bestraft wird. Dennoch gibt es auch ambivalente Charaktere im Märchen. Märchen haben oft einen durchaus grausamen oder gewalttätigen Inhalt, vor allem wenn es um die Bestrafung von Bösewichtern geht, und sind daher in ihrer Wirkung auf Kinder umstritten.

### Stilistische Kennzeichen
Volksmärchen sind leicht verständlich, besitzen einfache Strukturen und einen bildhaft anschaulichen Stil. Dadurch sind sie auch der kindlichen Vorstellung zugänglich, aber ursprünglich keineswegs für Kinder gedacht. Charakteristische Stilmerkmale sind (nach Max Lüthi Das Europäische Volksmärchen):
- Formelhaftigkeit: Das Märchen, vor allen Dingen das Volksmärchen, zeichnet sich durch wiederkehrende Eingangs- und Schlussformeln aus, die es für den Leser oder Zuhörer als solches leicht erkennbar machen. So zum Beispiel Anfangsformeln wie „Es war einmal...“ oder Schlussformeln wie: „...und wenn sie nicht gestorben sind, dann leben sie noch heute.“

- Wirklichkeitsferne: Sublimierung als „Entwirklichung“ sowohl des Magischen als auch des Alltäglichen: Die Motive, die in einem Volksmärchen vorkommen, entstammen zwar der Wirklichkeit. Sie werden aber durch magische und mythische Elemente entwirklicht. So nimmt das Märchen stets die ganze Welt in den Blick, nicht nur ein individuelles Schicksal.

- Eindimensionalität der Wirklichkeitswahrnehmung: Das Diesseits und das Jenseits sind miteinander verbunden, ohne dass beide besonders unterschieden wären. Der Diesseitige stellt sich nicht vor, im Jenseits in einer völlig unterschiedlichen Dimension zu sein.

- Flächenhaftigkeit: Den Figuren eines Märchens fehlt es sowohl an körperlicher, als auch an seelischer Tiefe. Des Weiteren werden in den Volksmärchen nur spärlich Körper- bzw. Charaktereigenschaften von Figuren genannt, abgesehen von rein physischer Kraft oder besonderen Kunstfertigkeiten.

- Abstrakter Stil: Volksmärchen bestehen aus mehreren aneinandergereihten Gliedern. In Märchen gibt es keine Gleichzeitigkeit verschiedener Ereignisse. Die Erzählperspektive ist immer die des Helden, und es werden nur die wichtigsten Personen vorgestellt.

- Isolation und Allverbundenheit: In den Volksmärchen geht der Held in aller Regel alleine seinen Weg. Diese Isolation erlaubt dem Helden aber Verbundenheit mit allen und allem.

- Zahlensymbolik: Dreizahl tritt häufig auf und dient der Einprägsamkeit einzelner Textpassagen in Reimen und Handlungsabläufen. So muss der Held beispielsweise eine bestimmte Handlung dreimal durchführen oder drei verschiedenen Hindernisse überwinden, um ans Ziel zu gelangen. Ähnliches gilt für die Zahlen sieben und dreizehn.

- Sympathieträger sind die Armen, Dummen, Naiven, Hungrigen, Schwachen, Jüngsten. Sie erscheinen am Ende der Handlung meist als die Erfolgreichen, die alle Gefahren überwunden und ihr Glück gemacht haben.

## Publikationsgeschichte
Volksmärchen waren bis zur Erfindung des Buchdrucks mündlich tradierte Prosaerzählungen des geschilderten Inhalts. Sie wurden ursprünglich (und werden im Orient z. T. heute noch) von einem Erzähler einem Zuhörerkreis professionell mit einer bestimmten Aufführungspraxis in Sprache, Gestik und Mimik, aber auch von Märchenkundigen in der Familie vorgetragen. Keineswegs waren und sind nur Kinder das Publikum.

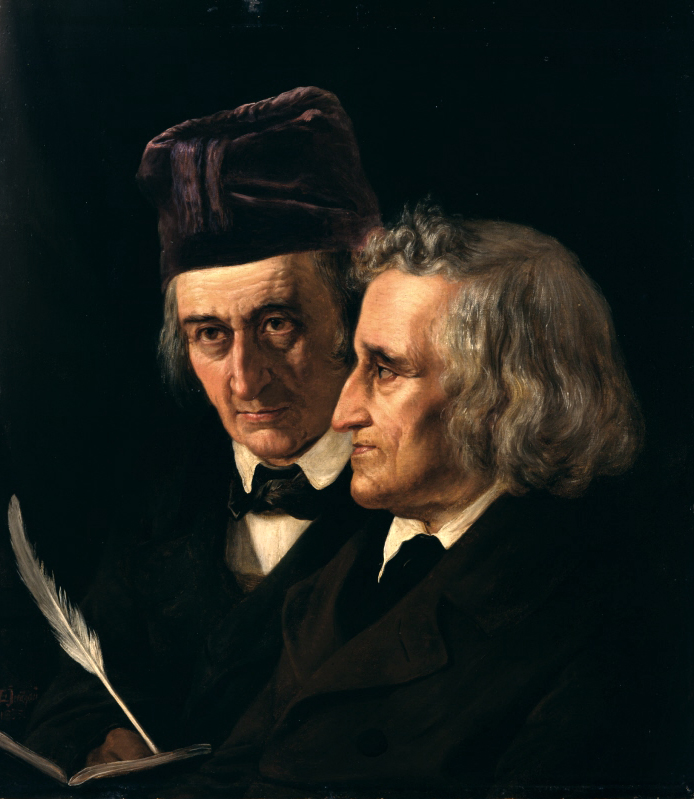
Die Brüder Grimm

Die ältesten europäischen Volksmärchensammlungen stammen von Giovanni Francesco Straparola (Ergötzliche Nächte, 1550), Giovanni Battista Basile (Pentameron, 1634) und Charles Perrault (1696/97). Die deutschsprachige Publikationstradition beginnt im 17. Jahrhundert mit Johannes Praetorius. Weltgeltung erlangt haben aber insbesondere die 1812 erstmals veröffentlichten Kinder- und Hausmärchen der Brüder Grimm. Weitere bekannte deutsche Volksmärchensammler und -herausgeber waren Ludwig Bechstein (1801–1860) mit seinem Deutschen Märchenbuch (1845) und Johann Karl August Musäus (1735–1787) mit seinen Volksmärchen der Deutschen (1782–1786).
In Österreich war es Franz Ziska, der 1819 in den Wöchentlichen Nachrichten das Märchen Da Schneida und da Ries gedruckt veröffentlichte. Diese Erzählung einer Bäuerin aus Döbling wurde 1843 auch in die Sammlung der Brüder Grimm aufgenommen. Tiroler Volksmärchen erschienen 1852 von den Brüdern Zingerle unter dem Titel Kinder- und Hausmärchen aus Tirol. Weitere umfangreiche Sammlungen trugen Theodor Vernaleken mit den Alpenmärchen (1863) und Karl Haiding mit Österreichs Märchenschatz (1953) zusammen. Eine weitere überregionale Märchenausgabe, die neben Haidings Werk als repräsentativ für Österreich gelten konnte, war die Sammlung des Wiener Schuldirektors Karl Haller von 1915.
Zum Typ der Volksmärchen ist auch die orientalische Sammlung Tausendundeine Nacht zu rechnen, deren Ursprünge bis ins 9. Jahrhundert zurückreichen, die aber erst im 16./17. Jahrhundert in Ägypten niedergeschrieben wurde und publiziert wurde. Heute sind Märchen aus allen Kulturen der Erde bekannt und werden immer umfangreicher auch in vielen Übersetzungen veröffentlicht.

## Typologie des Volksmärchens
Bekannt wurde das Volksmärchen als Gattungsbegriff durch die Brüder Jacob und Wilhelm Grimm.
Nach ihnen gibt es drei Typen von Volksmärchen:
- das Tiermärchen, in dem dankbare und hilfreiche Tiere auftreten,
- das schwankhafte Märchen, bei dem das Komisch-Scherzhafte im Vordergrund steht, und
- das so genannte „eigentliche Märchen“, das sich von den beiden erstgenannten Typen durch Mehrgliedrigkeit abhebt und sich wiederum in drei Formen untergliedern lässt:
  - Legendenartige und novellenartige Märchen,
  - Zaubermärchen oder Wundermärchen, bei denen das phantastische Geschehen im Mittelpunkt steht, und
  - Märchen vom dummen Riesen/Teufel.

Einen besonderen Typus stellt das Feenmärchen dar. Feen (franz. fée = Fee) sind gutartige oder boshafte Frauen aus einem übernatürlichen Reich, die mit normalen Menschen in Beziehung treten. Oft sind diese Frauen Zauberinnen oder in Anlehnung an Naturgeister oder Schicksalsgöttinnen konzipiert. Das Motiv der Fee als Patin tritt oft auf.
Feenmärchen stehen in der Tradition ägyptisch-indischer Zaubererzählungen, persischer Geister- und arabisch-orientalischer Dämonenmärchen (vgl. 1001 Nacht, Peris und Dschinne). Seit der Zeit der Kreuzzüge (12. Jahrhundert) verschmolzen sie mit einheimischen, insbesondere auch keltischen Vorstellungen (im deutschen Sprachraum Alben oder Elfen). Daraus ergab sich die Idee eines Feenreichs, in das die Feen auch geliebte irdische Männer entführen.

## Motive
Die Motive der Volks- und Kunstmärchen speisen sich aus den unterschiedlichsten Traditionen. Viele von ihnen stammen in ihrer ursprünglichen Form aus dem Orient und wurden zur Zeit der Kreuzzüge nach Europa gebracht. Daneben wurden insbesondere keltische und germanische Mythen verarbeitet. Das deutsche Märchen Frau Holle geht wahrscheinlich auf eine vorchristliche Gottheit zurück. Motivzusammenhänge bestehen auch mit Heldenepos und Tierfabel.
Im internationalen Vergleich ist festzustellen, dass gleiche Motive in unterschiedlichen Ländern und Kulturkreisen auftauchen. Teilweise ist dies mit der normalen gegenseitigen Beeinflussung zu erklären. Soweit eine solche aber unwahrscheinlich ist – etwa weil die betroffenen Kulturkreise zumindest zur Entstehungszeit der Märchen keinen nachweislichen Kontakt hatten –, wird als Erklärungsansatz häufig die von Carl Gustav Jung entwickelte sog. Archetypenlehre herangezogen. Hiernach verfügt die Menschheit über ein Kollektives Unbewusstes mit einem Vorrat bestimmter gemeinsamer Vorstellungen.
Eine andere Erklärung geht davon aus, dass bestimmte Märchen, so genannte Initiationsmärchen, in verfremdeter Form den Ritus der Initiation beschreiben.
Bekannte Märchenmotive sind zum Beispiel:
- Ausgesetzte Kinder (Hänsel und Gretel)
- Waisenkinder (Die Sterntaler)
- Geschwister erlösen sich (Die zwölf Brüder, Die sieben Raben)
- Missgünstige Geschwister (Frau Holle)
- Schlafende Schöne (Dornröschen)
- Missgünstige Stiefmutter (Schneewittchen, Brüderchen und Schwesterchen, Aschenputtel)
- Reicher Prinz heiratet armes Mädchen (Aschenputtel, Schneeweißchen und Rosenrot)
- Armer Knabe heiratet Königstochter (Der gestiefelte Kater)
- Bedrohung durch wilde Tiere (Rotkäppchen, Der Wolf und die sieben Geißlein)
- Bestrafung hochmütiger junger Frauen (König Drosselbart)
- Umgang mit Verzweiflung (Der Gevatter Tod)